# テムリ・ケツバイア
テムリ・ケツバイア（Temuri Ketsbaia、グルジア語: თემურ ქეცბაია、1968年3月18日 - ）は、ジョージア・アブハジア・ガリ出身の元プロサッカー選手、元サッカー指導者。元ジョージア代表。現役時代のポジションは、ミッドフィールダー。

## 選手経歴

### クラブ
FCディナモ・トビリシでプロキャリアをスタート。その後、キプロス、ギリシャのくラブを経て1997年にニューカッスル・ユナイテッドFCにフリーで加入。8月のディナモ・ザグレブ戦でゴールを挙げ、クラブ初となるUEFAチャンピオンズリーグ出場権獲得に貢献した。
1998年のボルトン・ワンダラーズFC戦ではゴール後にユニホームを脱ぎ捨て広告看板を蹴りつけるというゴールパフォーマンスを行った。
2007年6月、現役引退を表明。

## 指導者経歴
| クラブ         | 就任          | 退任           | 記録 | 記録 | 記録 | 記録 | 記録 | 記録 | 記録 | 記録   | 記録                    |
| クラブ         | 就任          | 退任           | 試合 | 勝利 | 引分 | 敗北 | 得点 | 失点 | 得失 | 勝率   | ref                     |
| -------------- | ------------- | -------------- | ---- | ---- | ---- | ---- | ---- | ---- | ---- | ------ | ----------------------- |
| アノルトシス   | 2004年7月     | 2009年4月13日  | 143  | 83   | 34   | 26   | 241  | 127  | +114 | 058.04 | [ 4 ] [ 5 ] [ 6 ] [ 7 ] |
| オリンピアコス | 2009年5月25日 | 2009年9月15日  | 6    | 5    | 1    | 0    | 9    | 0    | +9   | 083.33 | [ 8 ]                   |
| ジョージア代表 | 2009年11月6日 | 2014年11月14日 | 40   | 13   | 9    | 18   | 32   | 43   | −11  | 032.50 | [ 9 ]                   |
| APOEL          | 2015年8月30日 | 2016年4月21日  | 43   | 27   | 7    | 9    | 93   | 40   | +53  | 062.79 | [ 10 ]                  |
| AEKアテネ      | 2016年6月6日  | 2016年10月18日 | 7    | 3    | 2    | 2    | 8    | 6    | +2   | 042.86 | [ 9 ]                   |
| 通算           | 通算          | 通算           | 239  | 131  | 53   | 55   | 383  | 216  | +167 | 054.81 | —                       |

## タイトル

### 選手
ディナモ・トビリシ
- ウマグレシ・リーガ: 1990, 1991, 1991–92
- サカルトヴェロス・タシ: 1991–92

AEKアテネ
- キペロ・エラーダス: 1995–96, 1996–97
- ギリシャ・スーパーカップ: 1996

アノルトシス
- キプロス・ファーストディビジョン: 2004–05
- キプロス・カップ: 2002–03

### 監督
アノルトシス
- キプロス・ファーストディビジョン: 2004–05, 2007–08
- キプロス・カップ: 2006–07, 2020–21
- キプロス・スーパーカップ: 2007